# Herb Geller
Herbert Arnold Geller (Los Angeles, 2 novembre 1928 – Amburgo, 19 dicembre 2013) è stato un sassofonista, compositore ed arrangiatore jazz statunitense.

## Inizi
Sua madre, Frances (nata Frances Mildred Fullman, nota anche come Fannie Fullman; 1899–1980), ha lavorato nei cinema di Hollywood suonando il pianoforte, accompagnando film muti. All'età di 8 anni, a Geller viene regalato un sassofono contralto, acquistato da un proprietario di un negozio di musica locale e insegnante di musica, che era anche un amico di famiglia e aveva uno strumento usato in vendita. Due anni dopo iniziato a suonare il clarinetto. Geller frequenta la Dorsey High School nella parte sud-occidentale di Los Angeles e si unisce alla band della scuola, che tra gli altri include i musicisti Eric Dolphy e Vi Redd. All'età di 14 anni ascolta Benny Carter esibirsi all’Orpheum Theater di Los Angeles e ne viene così colpito da decidere di intraprendere una carriera nella musica, specializzandosi nel sassofono contralto. Due anni dopo, gli viene proposto il suo primo impegno professionale nella band del violinista jazz Joe Venuti.
Poco tempo dopo scopre la musica di Charlie Parker, che diviene un altro suo importante idolo insieme a Benny Carter e Johnny Hodges. Nel 1949 Geller si trasferisce a New York per la prima volta, dove si esibisce con i gruppi di Jack Fina, (dove c’è anche Paul Desmond nella sezione sax), Claude Thornhill, Jerry Wald e Lucky Millinder. In questo periodo incontra a Los Angeles la pianista Lorraine Walsh poi Lorraine Geller), che diventerà per lui un’importante partner musicale, con la quale si sposa a New York.

## Carriera
Dopo tre anni a New York, Geller si unisce all'orchestra di Billy May nel 1952 e, a seguito del matrimonio con Lorraine, i Geller ritornano a vivere a Los Angeles. Tra i gruppi con cui Geller lavora e registra ci sono Shorty Rogers, Maynard Ferguson, Bill Holman, Shelly Manne, Marty Paich, Barney Kessel, André Previn, Quincy Jones, Wardell Grey, Jack Sheldon e Chet Baker. Lorraine lavora come pianista presso il Lighthouse Café e lì suona con Miles Davis, Dizzy Gillespie, Charlie Parker, Stan Getz, Zoot Sims, Jack Teagarden, Bill Holman ed accompagna il cantante Kay Starr. Geller ha registra tre dischi come leader per l’etichetta discografica Emarcy, più altri assieme a Dinah Washington, Max Roach, Clifford Brown, Clark Terry, Maynard Ferguson e Kenny Drew.
Nel 1955 Geller vince il referendum "New Star Award" della rivista  DownBeat  ottenendo un riconoscimento mondiale attraverso le sue registrazioni con Clifford Brown e Max Roach. In seguito Geller lavora nei gruppi di Louie Bellson e Benny Goodman.
Nel 1958 Lorraine Geller muore improvvisamente per un attacco d'asma. Profondamente colpito e depresso, Herb Geller parte per un tour in Brasile con l’orchestra di Benny Goodman e prende la decisione di non ritornare negli Stati Uniti. Rimane a San Paolo per sei settimane suonando Bossa Nova in un club locale e poi prende una nave per l'Europa.

## Europa
La prima residenza di Geller in Europa è a Parigi dove suona con Kenny Clarke, Kenny Drew, il pianist francese Martial Solal e il chitarrista belga René Thomas e va in tournée con lo show radiofonico franceseMusique Aux Champs-Elysées.
Nel 1962 gli viene offerto un lavoro con la big band della Radio nel settore americano ( RIAS) di Berlino in Germania.
Berlino diviene quindi la sua seconda residenza in Europa, dove si esibisce assieme ad altri musicisti americani espatriati come Benny Bailey, Joe Harris e Nat Peck, e con musicisti europei come Jerry van Rooyen, Ake Persson e Francy Boland. A Berlino conosce la sua seconda moglie, Christine Rabsch. Geller rimane lì per tre anni e poi accetta un contratto come primo sassofono contralto ed arrangiatore per la big band della radio NDR di Amburgo, che diviene la sua residenza definitiva in Europa, dove rimarrà fino alla sua scomparsa. La NDR big band si tramuta gradualmente da un'orchestra di danza del dopoguerra in un importante ensemble jazz moderno. L'elenco dei musicisti che sono stati ospiti o hanno collaborato con Herb Geller in seno alla NDR big band comprende Don Byas, Joe Pass, Slide Hampton, Bill Evans, Red Mitchell, Art Farmer, Georgie Fame e Chet Baker, musicisti dell’avanguardia e musicisti e rock e fusion, e quasi tutti i grandi nomi del jazz europeo.
Durante il suo periodo alla NDR, Geller è impegnato anche con altre cose, tra cui le sue propri produzioni e tournée, e lavori e registrazioni con artisti famosi come Ray Charles, Ella Fitzgerald, Peter Herbolzheimer e George Gruntz. Si dedica anche ad altri strumenti a fiato, tra cui il flauto che utilizza suonando e registrando con Bill Evans e il chitarrista brasiliano Baden Powell. Inoltre, compone la musica e i testi di due musical: "Playing Jazz" (un'autobiografia musicale) e "Jazzy Josie B." (basato sulla vita di Joséphine Baker).
Nel 1996 il Senato Accademico della città di Amburgo gli conferisce il titolo di "Professore" ed insegna alla Hochschule für Musik di Amburgo fino al suo pensionamento. Continua anche dopo ad insegnare improvvisazione e composizione jazz, tenendo occasionalmente seminari in vari istituti nazionali e internazionali e scrive un metodo di improvvisazione chiamato "crossover" per Schott and Sons.
Geller si esibisce regolarmente in Germania e all'estero come solista a festival e club in varie formazioni tra cui alcune big band e con artisti così diversi come Lennie Niehaus, Jiggs Whigham, Rolf Kühn, Slide Hampton, Buddy DeFranco, Lew Soloff, Charlie Mariano, Knut Kiesewetter, Jan Lundgren e Roberto Magris. Geller è sempre stato molto orgoglioso della sua amicizia con Benny Carter, il suo eroe fin dall’adolescenza, con il quale ha suonato ed inciso, e nel 1997 ha partecipato alle celebrazioni all’Hollywood Bowl per il novantesimo compleanno di Carter. Nel 2008 è stato ospite della Berlin Jazz Orchestra nel DVD musicale  Polydor / Universal  Strangers In Night - The Music Of Bert Kaempfert .
Geller è morto di polmonite in un ospedale di  Amburgo, Germania, all'età di 85 anni, il 19 dicembre 2013. È sepolto al Forest Lawn Memorial Park di Glendale in California.

## Discografia

### Come leader
- 1954: The Herb Geller Sextette  (EmArcy)
- 1955: Outpost Incident  (EmArcy)
- 1955: The Gellers  (EmArcy)
- 1957: Fire in the West  (Jubilee)
- 1959: Gypsy  (Capitol)
- 1963: Alto Saxophone re-issue from 1957 Jubilee (Josie)
- 1975: Rhyme and Reason / Herb Geller Octet Featuring Mark Murphy & Earl Jordan (Atlantic Records)
- 1975: An American in Hamburg (Nova)
- 1984: Hot House (Circle)
- 1984: Fungi Mama (Circle)
- 1986: A Jazz Songbook  (Enja)
- 1989: Stax of Sax  (Fresh Sound) (reissue from 1958)
- 1990: That Geller Feller (Fresh Sound) (reissue from 1957)
- 1993: Herb Geller Quartet  (V.S.O.P.)
- 1996: Birdland Stomp  (Fresh Sound)
- 1996: Herb Geller Plays (Japan import remaster, limited edition) (Verve)
- 1996: Plays the Al Cohn Songbook (Hep)
- 1997: Playing Jazz  (Fresh Sound)
- 1998: You're Looking at Me  (Fresh Sound)
- 1998: I'll Be Back  (Hep)
- 1999: Hollywood Portraits  (Hep)
- 2002: To Benny and Johnny  (Hep)
- 2005: The Herb Geller Sextette  (Membran) (reissue from 1954)
- 2005: The Gellers  (Membran) (reissue from 1955)
- 2006: Herb & Lorraine Geller: Two of a Kind  Complete Recordings 1954–1955 (reissue)
- 2006: Plays the Arthur Schwartz Songbook  (Hep)
- 2007: Herb Geller at the Movies  (Hep)
- 2009: An Evening with Herb Geller & The Roberto Magris Trio - Live in Europe 2009 (JMood, 2014)

### Come sideman
Con Chet Baker
- The Trumpet Artistry of Chet Baker – Pacific Jazz (1953)
- Grey December – Pacific Jazz (1992; reissue from 1953)
- My Favourite Songs Vols. 1 and 2: The Last Great Concert – Enja (1988)
- My Funny Valentine  – Philology
- Pacific Jazz Years – Capitol
- The Best of Chet Baker Plays – Capitol (1992)

Con Louie Bellson
- The Brilliant Bellson Sound (Verve, 1959)
- Louis Bellson at The Flamingo (Verve, 1959)

Con Buddy Bregman
- Swinging Kicks (Verve, 1957)

Con Clifford Brown
- Best Coast Jazz – (Emarcy 1954) con Joe Maini, Walter Benton
- Clifford Brown All Stars con Joe Maini, Walter Benton Emarcy (1954)
- Jam Session - con Clifford Brown, Maynard Ferguson, Clark Terry, Harold Land (Emarcy 1954)

Con Benny Carter
- Over the Rainbow (MusicMasters, 1989)

Con Maynard Ferguson
- Jam Session featuring Maynard Ferguson (EmArcy, 1954)
- Dimensions (EmArcy, 1955)
- Maynard Ferguson Octet (EmArcy, 1955)
- Around the Horn con Maynard Ferguson (EmArcy, 1956)

Con Stan Getz, Francy Boland and the Kenny Clarke/Francy Boland Big Band
- Change of Scenes (Verve, 1971)

Con Stan Kenton
- This Modern World (Capitol, 1953)

Con Barney Kessel
- Carmen (Contemporary, 1959)

con Dinah Washington
- Dinah! (1956)
- Dinah Jams (1954)

con Ella Fitzgerald
- Ella Fitzgerald Sings the Cole Porter Songbook (1956)

Con Shorty Rogers
- Shorty Rogers Courts the Count (RCA Victor, 1954)
- Shorty Rogers Plays Richard Rodgers (RCA Victor, 1957)
- Portrait of Shorty (RCA Victor, 1957)
- Afro-Cuban Influence (RCA Victor, 1958)
- The Wizard of Oz and Other Harold Arlen Songs (RCA Victor, 1959)

Con altri
- Bravissimo II – 50 Years NDR Bigband – (ACT) (1998)
- Mel Tormé, Mel Tormé Collection – (Rhino) (1996)
- Anita O'Day, Comp(ACT) Jazz – (Verve) (1993)
- Various Artists, The Complete Cole Porter Songbooks – (Verve) (1993)
- Blue Night Special (Milan) (1993)
- Rolf Kühn, Big Band Connection – (Milan) (1993)
- Various Artists, Compact Jazz: Best of the Jazz Vocalists – (PolyGram) (1992)
- Various Artists, RCA Victor Jazz: the First Half- century – the Twenties through the Sixties – RCA (1992)
- Quincy Jones, This Is How I Feel About Jazz – (GRP) (1992)
- Anita O'Day, Anita O'Day Sings the Winners – (Verve) (1991)
- Benny Goodman, Yale Recordings, Vols. 1- 6 – (Musicmasters) (1991)
- Marty Paich, The Picasso of Big Band Jazz – (Candid) (1990)
- Phil Wilson, The Wizard of Oz Suite – (Capri) (1989)
- Benny Carter, Over the Rainbow – (Musicmasters) (1988)
- Art Pepper, Art Pepper + Eleven: Modern Jazz Classics – (Original Jazz Classics) (1959)
- Art Pepper, Art Pepper, Plus Eleven – Analogue (1959)
- Bill Holman, In a Jazz Orbit –((V.S.O.P.).) (1958)
- Jimmy Rowles, Weather In A Jazz Vane – (V.S.O.P.) (1958)
- Benny Goodman, Yale Recordings, Vol. 8 – (Musicmasters) (1957)
- John Williams, Here's What I'm Here For – Discovery / Antones (1957)
- Don Fagerquist, Music to Fill a Void – (V.S.O.P.) (1957)
- Anita O'Day, Pick Yourself up con Anita O'Day – (Verve) (1956)
- Benny Goodman, B.G. World Wide – TCB/SWI (1956)
- Bill Holman, The Bill Holman Octet – (Capitol) (1954)
- Lorraine Geller, Lorraine Geller Memorial – (Fresh Sound) (1954)
- Various Artists, The Best of Chess Jazz – MCA (1950)
- Various Artists, Best of the Big Bands: Comp(ACT) Jazz – (Verve)
- Jazz‚ 'Round Midnight (Saxophone) – (Verve)
- Benny Goodman, Swing Swing Swing, Vol. 1- 5 Musicmasters
- Ralph Pena, Master Of The Bass –(V.S.O.P.)
- Manny Albam Jazz Lab Vol. 12 – (MCA Coral) (1957)
- Manny Albam, Jazz Greats of Our Time, Vol. 2. – Coral
- John Graas Septet And Nonet Jazz Lab Vol. 19 – (MCA Coral)
- Klaus Weiss Orchestra, I Just Want to Celebrate – (BASF) (1971)
- Herbie Fields, Jazz Lab. Vol.9 – (MCA Coral) (1954)
- Jack Millman, Jazz Lab. Vol. 11 – (MCA Coral) (1955)
- Gene Krupa and His Orchestra, That Drummer's Band – (Verve)
- Benny Goodman Orchestra, Santiaga De Chile 1961 – TCB
- Clarke – Boland Big Band, Change Of Scenes – Ex Libris (1971)
- Americans in Europe Vol. 1 – (Impulse) (1963)
- The Alpin Power Plant Recorded in Switzerland – (MPS) (1972)
- Peter Herbolzheimer Rhythm Combination and Brass, Wide Open – (MPS) (1973)
- Peter Herbolzheimer Rhythm Combination and Brass, Peter Herbolzheimer Masterpieces – (MPS)
- Shelly Manne, Shelly Manne & His Men Play Peter Gunn – Contemporary (1959)
- Howard Rumsey, Howard Rumsey's Lighthouse Allstars – OJC – Fantasy
- Stan Kenton's Small Group, Plays Bob Graettinger: City Of Glass – (Capitol)
- Klaus Weiss Orchestra, Live At The Domicile – ATM
- Bill Smith Quintet, Americans In Europe – (Impulse)
- Bob Florence And His Orchestra, Name Band: 1959 – (Fresh Sound)
- Barney Kessel And His Orchestra, Barney Kessel Plays Carmen – OJC Fantasy
- Jan Lundgren Trio con Herb Geller, Stockholm Get Together – (Fresh Sound) (1994)
- Nils Gessinger, Ducks 'N Cookies – (GRP) (1995)
- Nils Gessinger, Pass -ion (2011)
- Wolfgang Schlüter con The NDR Big Band, Good Vibrations – Extra
- Inga Rumpf con the NDR Big Band, It's A Man's World – Extra
- Earle Spencer (1949)
- Roberto Magris Europlane feat. Herb Geller – Il Bello del Jazz (Soulnote, 2006)